# Schots College (Dowaai)

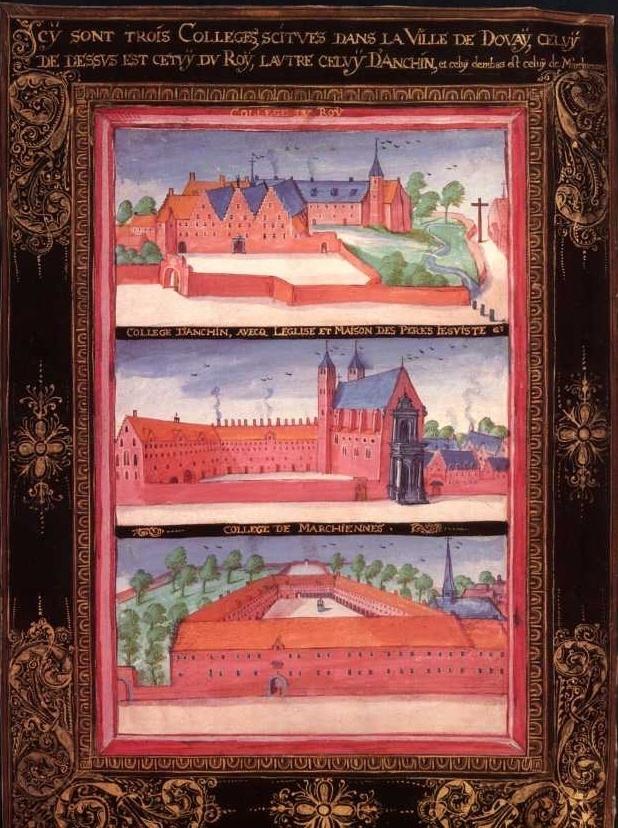
De drie "originele" colleges aan de Universiteit van Dowaai

Het Schots College in Dowaai (Engels: Scottish College) (Frans: Collège des Écossais) (Latijn: Collegium Scotica ) was een college en seminarie aan de Universiteit van Dowaai dat werd opgericht door Paus Clemens VIII in 1592, nadat hij opdracht had gegeven het vanuit Pont-à-Mousson in Lotharingen te verplaatsen. De reden was een dispuut tussen de jezuïeten en de seculiere geestelijkheid. Het Schots College was gebaseerd op het sinds 1568 bestaande Engels College in het Zuid-Nederlandse Dowaai.
Het Schots College was gelegen in de nabijheid van de Sint-Pietersstiftkerk in de stad.

## Geschiedenis
Het Schots College werd opgericht in Doornik maar werd al snel verplaatst naar het Lotharingse Pont-à-Mousson. In 1592 gaf paus Clemens VIII opdracht het te verplaatsen naar Dowaai. In 1595 verhuisde het naar Leuven waar het gevestigd was naast het jezuïetencollege. In 1606 werd het college nogmaals verplaatst tot 1612 om dan definitief te vestigen aan de Universiteit van Dowaai.
Ten tijde van de Engelse Burgeroorlog hadden de Schotse colleges de neiging om de kroon te ondersteunen. Veel van de studenten kwamen uit de landadel en hofadellijke families en waren loyaal aan de Stuarts. Een aantal studenten onderbrak hun studie om naar huis terug te keren en de wapens op te nemen voor de koning.
Het college was verstoken van financiële middelen en het was te danken aan de ijverige inspanningen van pater Parsons in Rome en Madrid en van pater Creighton in het Koninkrijk Frankrijk en in Vlaanderen, dat permanente toelages werden toegekend door de jezuïeten. Doordat veel van deze toelages door de jezuïeten werden betaald, eisten ze later het eigendom van het college op. Door de jezuïeten werd toegegeven dat er in de beginjaren seculiere geestelijken waren opgeleid. Dit leidde tot veel jurisprudentie over en weer door de verschillende partijen. Nadat in 1764 de jezuïeten uit Frankrijk (Dowaai was sinds 1667 onderdeel geworden van dat land) werden verdreven werd het college definitief door de Franse regering aan de seculiere Schotse geestelijken toegewezen en werden de toekomstige rectoren (voor het college) gekozen uit hun eigen gelederen.

## Andere Schotse Colleges
- Collegio Scozzese in Rome
- Schots College (Parijs)
- Koninklijk Schots College (Madrid)